# Mariä-Himmelfahrt-Kapelle (Hittisau)

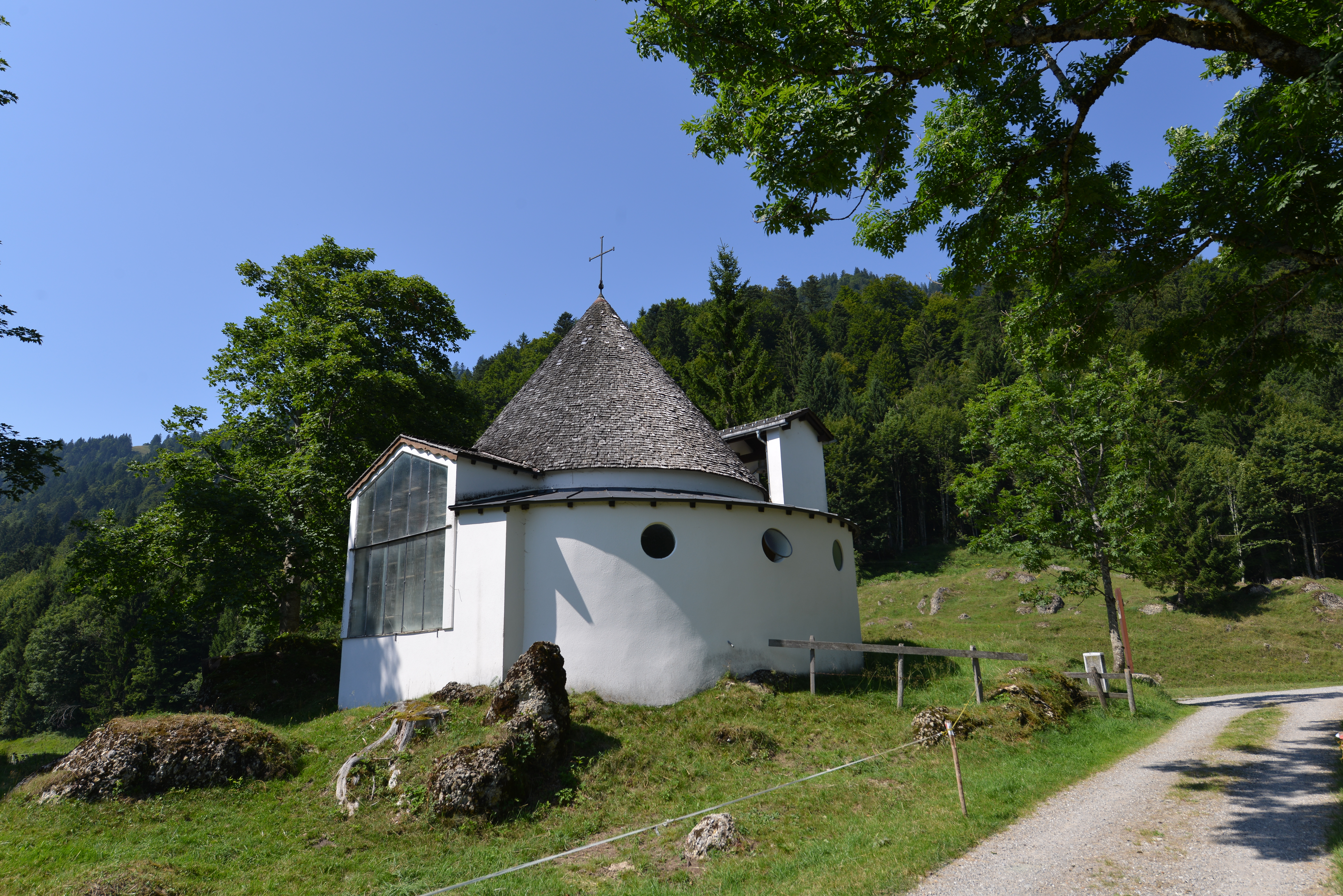
Mariä-Himmelfahrt-Kapelle

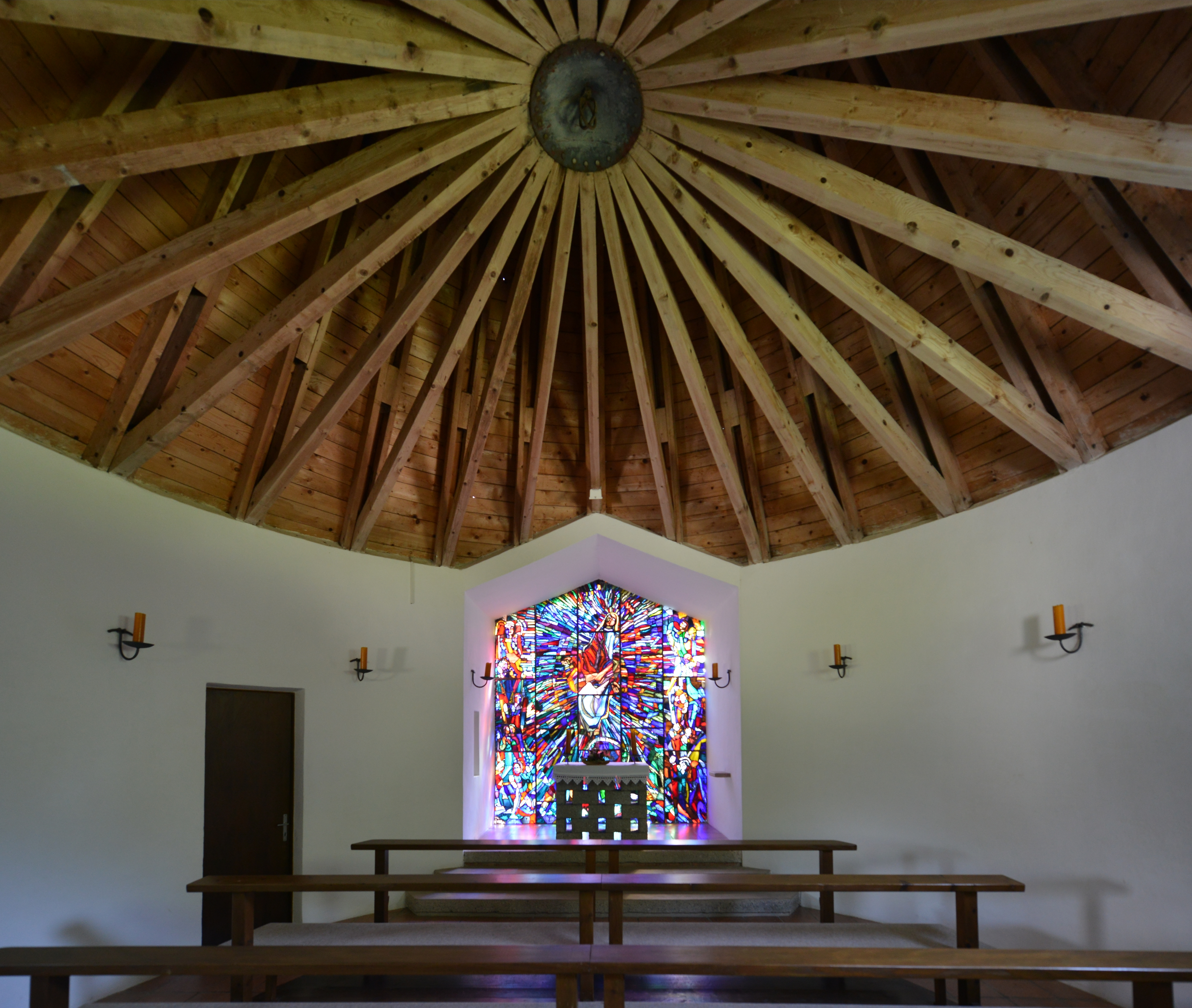
Mariä-Himmelfahrt-Kapelle

Die Mariä-Himmelfahrt-Kapelle ist eine römisch-katholische Kapelle in Sippersegg in der Gemeinde Hittisau. Das Bauwerk steht unter Denkmalschutz (Listeneintrag).
Der rundförmige Bau mit offenem Dachstuhl mit einer Vorhalle wurde im Jahre 1953 nach den Plänen von A. Rhomberg unter A. Burtscher errichtet.
Es gibt in der Kapelle ein Glasfenster Maria Immaculata des Malers Martin Häusle aus dem Jahr 1953.